# Santa Catarina da Serra e Chainça
Santa Catarina da Serra e Chainça (llamada oficialmente União das Freguesias de Santa Catarina da Serra e Chainça) es una freguesia portuguesa del municipio de Leiría, distrito de Leiría.

## Historia
Fue creada el 28 de enero de 2013 en aplicación de una resolución de la Asamblea de la República de Portugal promulgada el 16 de enero de 2013 con la unión de las freguesias de Chainça y Santa Catarina da Serra, pasando su sede a estar situada en la antigua freguesia de Santa Catarina da Serra.

## Demografía
| Gráfica de evolución demográfica de Santa Catarina da Serra e Chainça entre 2011 y 2021 |
|                                                                                         |
| Datos según el nomenclátor publicado por el INE portugués.                              |